# Доктрина Стімсона

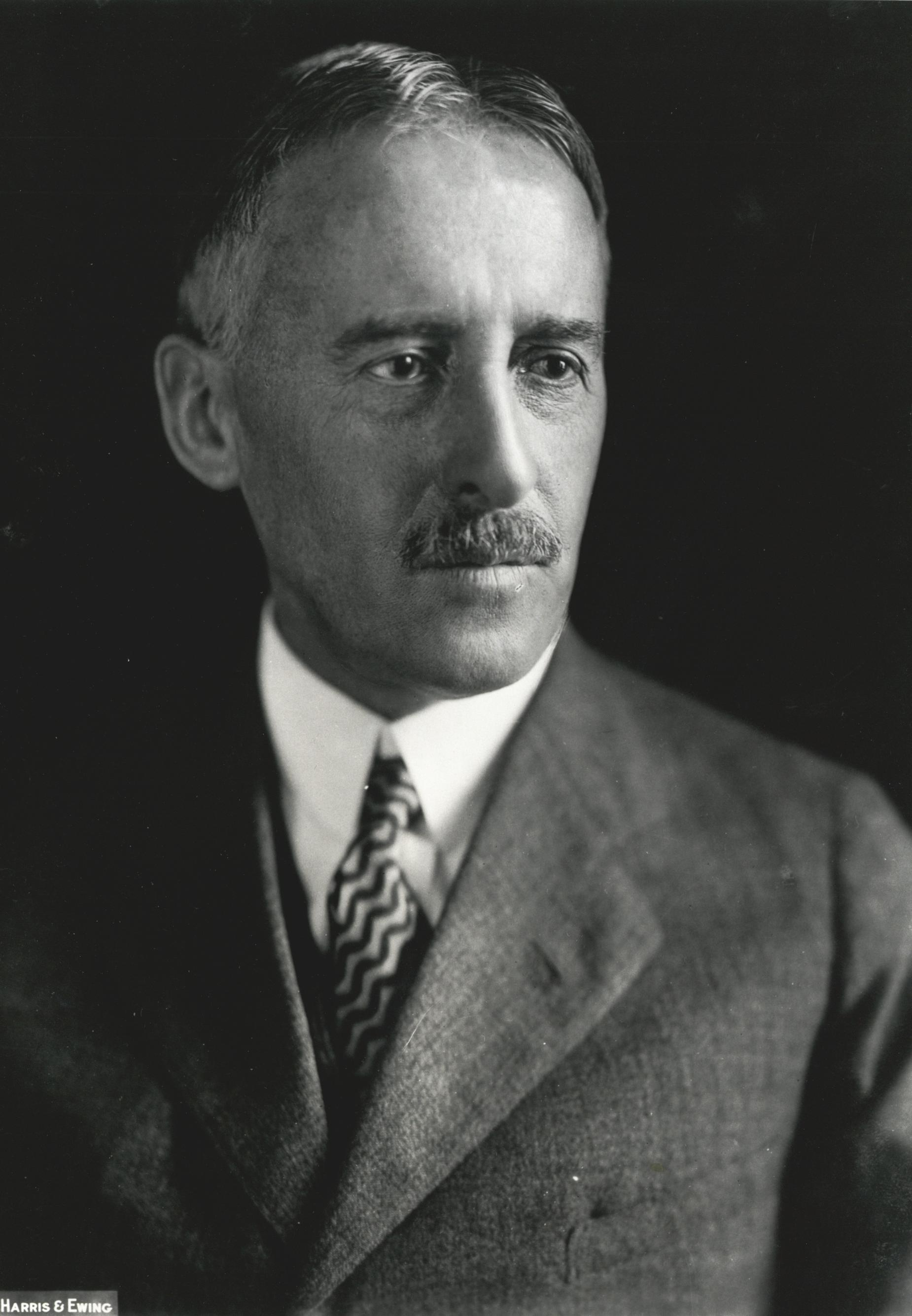
Державний секретар США Генрі Стімсон.

Доктри́на Сті́мсона (англ. Stimson Doctrine) — доктрина, згідно з якою насильницьке набуття територій (анексія) з порушенням міжнародного права не може знайти визнання. Виникнення доктрини пов'язане з позицією США з приводу японської агресії в Китаї на початку 1930-х.

## Історія
Японська агресія в Китаї почалася з 18 вересня 1931, коли дві роти японських солдатів були введені на територію Південно-Маньчжурської залізниці, недалеко від Мукдена. В тому місці стався вибух японського потяга, причому згодом виявилося, що він був організований японськими агентами як провокація. Особливість японської агресії полягала в тому, що військові дії в Маньчжурії розпочаті за ініціативою самих японських військових Квантунської армії. При цьому на початку агресії Китай вирішив не розривати дипломатичні відносини з Японією, оскільки війна б з Японією стала згубною для Китаю.
Китайський уряд найбільше розраховував на допомогу Ліги Націй та США. Однак перша заява Китаю в Лізі Націй не була підтримана членами Ліги. Причому США, які не входили до Ліги Націй, заявили, що японські дії не суперечать пакту Бріана-Келлога. Позиція США ще восени 1931 полягала в уникненні ускладнення відносин з Японією та її поміркованим урядом Рейдзіро Вакацукі. Більше того, США розуміли, що головна відповідальність японської агресії лежить повністю на японських військових. Але коли вже в листопаді 1931 японська армія почала просуватися на північ, у Вашингтоні з'явилася ідея про зміну політичної стратегії щодо Японії. Економічні санкції США не могли застосувати до Японії, отже США вирішили, що найкращим способом буде відмова від визнання японських завоювань у Китаї.
7 січня 1932 Стімсон направив у Китай і Японію тотожні ноти, в яких говорилося, що США не будуть визнавати жодні договори або територіальні набутки, які будуть нав'язані Китаю. Саме така лінія американського зовнішньополітичного курсу ввійшла в історію під назвою «доктрина Стімсона» або «доктрина невизнання». Це була одна з перших ознак визнання США загрози з боку Японії.
На цю доктрину також посилався заступник держсекретаря США Самнер Веллес у Декларації Веллеса від 23 липня 1940, де було оголошено про невизнання анексії та інкорпорації Радянським Союзом трьох країн Балтії: Естонії, Латвії та Литви. Це залишалося офіційною позицією США, поки країни Балтії не відновили незалежність у 1991 році.